# Леди Чаттерлей (фильм)
«Леди Чаттерлей» (фр. Lady Chatterley) — французская кинодрама режиссёра Паскаль Ферран, поставленная в 2006 году по мотивам романа Дэвида Герберта Лоуренса «Любовник леди Чаттерлей», опубликованном в 1928 году.

## Сюжет
Англия, начало 1920-х. В возрасте 23 лет Констанс Рейд вышла замуж за лейтенанта и владельца шахт Клиффорда Чаттерлея. Но медовый месяц у них вышел коротким: шёл 1917 год и Клиффорда призвали в армию. А вернулся он с западного фронта инвалидом, обречённым провести остаток жизни прикованным к коляске. Преданная мужу, Констанс была готова ухаживать за инвалидом, забыв о сексе. Но понимая, что воздержание не сделает её счастливой, сэр Клиффорд позволил ей завести любовника. И Кони нашла счастье с лесником в маленьком охотничьем домике, где они каждый день встречались. И так им было хорошо вдвоём, и счастье было безгранично, и казалось это будет продолжаться бесконечно…

## В ролях
| Актёр              | Роль                   |
| ------------------ | ---------------------- |
| Марина Хэндс       | Констанс Рейд          |
| Жан-Луи Коульо     | Паркин                 |
| Ипполит Жирардо    | сэр Клиффорд Чаттерлей |
| Элен Александридис | мисис Болтон           |
| Элен Филлирес      | Хильда                 |

## Награды и номинации
| Год              | Категория                      | Номинант                                     | Результат |
| ---------------- | ------------------------------ | -------------------------------------------- | --------- |
| Сезар            |                                |                                              |           |
| 2007             | Лучший фильм                   | Лучший фильм                                 | Победа    |
| 2007             | Лучшая режиссура               | Паскаль Ферран                               | Номинация |
| 2007             | Лучший адаптированный сценарий | Роже Бобо, Паскаль Ферран, Пьер Тривидик     | Победа    |
| 2007             | Лучшая женская роль            | Марина Хэндс                                 | Победа    |
| 2007             | Самая многообещающая актриса   | Марина Хэндс                                 | Номинация |
| 2007             | Лучшая работа оператора        | Жюльен Хирш                                  | Победа    |
| 2007             | Лучшие костюмы                 | Мари-Клод Алто                               | Победа    |
| 2007             | Лучшие декорации               | Франсуа-Рено Лабарт                          | Номинация |
| 2007             | Лучший звук                    | Жан Жак Ферран, Жан-Пьер Лафорс, Николя Моро | Номинация |
| Премия «Люмьер»  |                                |                                              |           |
| 2007             | Лучшая режиссура               | Паскаль Ферран                               | Победа    |
| 2007             | Лучшая женская роль            | Марина Хэндс                                 | Победа    |
| Приз Луи Деллюка |                                |                                              |           |
| 2007             | Лучший фильм                   | Паскаль Ферран                               | Победа    |